# Pitch Black (EP)
Pitch Black è un EP del gruppo musicale svedese Meshuggah, pubblicato nel 2013.

## Tracce
1. Pitch Black – 5:56
2. Dancers to a Discordant System (live) – 9:51

## Formazione
- Jens Kidman – voce
- Fredrik Thordendal – chitarra, basso (traccia 1)
- Mårten Hagström – chitarra
- Tomas Haake – batteria, voce (traccia 1)
- Dick Lövgren – basso (traccia 2)